# Frontage

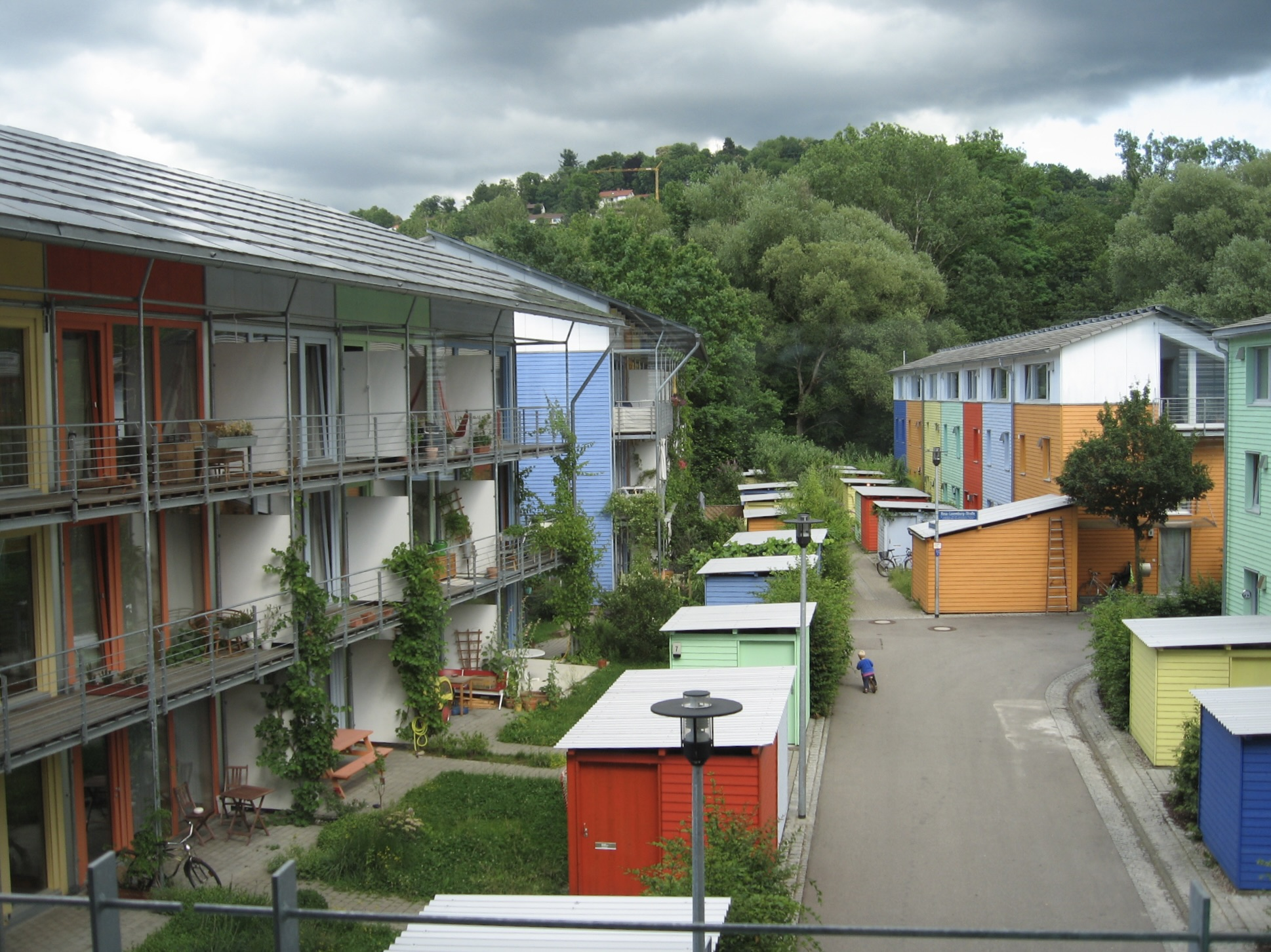
Quartier Vauban de Fribourg-en-Brisgau au sein duquel les habitants s'approprient et mettent en valeur le frontage.

Un frontage est le terrain compris entre la base d'une façade et la chaussée. Il peut être composé de deux frontages. D'abord le frontage privé qui est formé par le terrain privé situé entre la limite de propriété et la façade du bâtiment en retrait tournée vers la rue. Ensuite le frontage public qui est formé par la surface du domaine public de voirie comprise entre le caniveau de la chaussée et la limite du trottoir côté riverains.
L'étude des frontages est aujourd'hui essentielle, car ils participent fortement à la qualité de vie des habitants d'une ville.
Le concept de frontage a été transposé par Karina Kühni aux institutions de la petite enfance. La distance professionnelle que les éducateurs et éducatrices de la petite enfance doivent adopter peut selon elle être considérée comme un frontage, représentant les limites à ne pas franchir entre la sphère publique et la sphère privée. Ces frontages participent considérablement aux bonnes relations entre les parents, les enfants et les professionnel·le·s de la branche.

## Origine du mot et définition

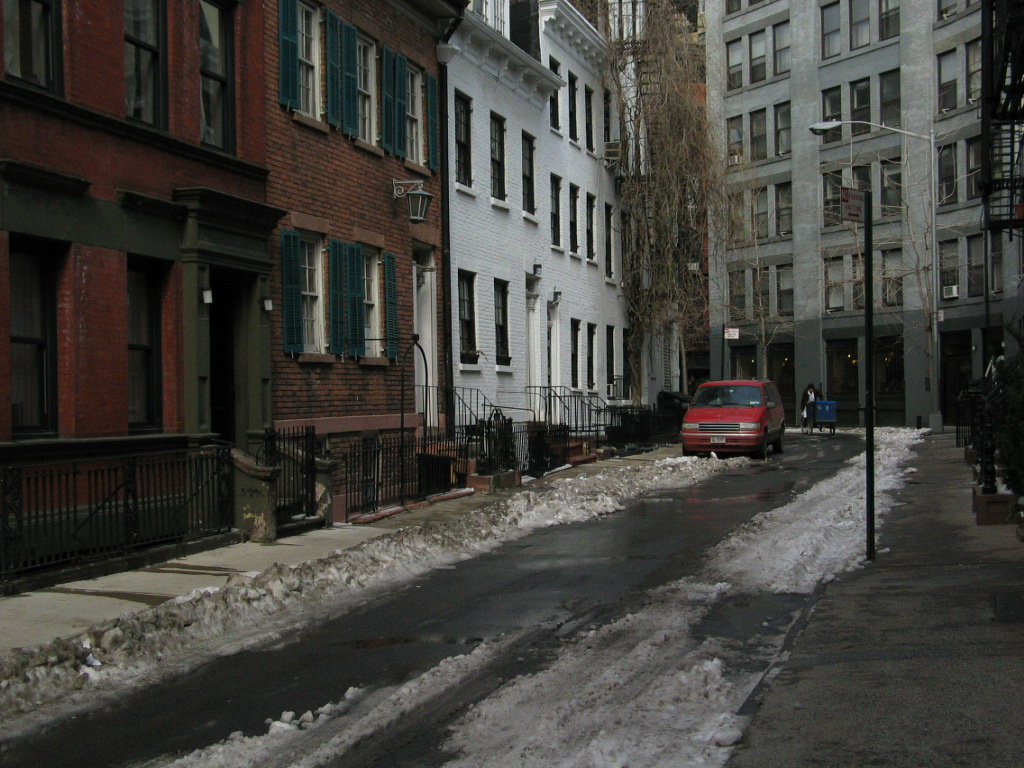
Alignement de cours anglaises à Greenwich Village

### Néologisme
Ce mot est un néologisme de 2012 de l'urbaniste Nicolas Soulier, emprunté au mot anglais « frontage ».

« A frontage is the full length of a plot of land or a building measured alongside the road on to which the plot or building fronts. »

— Définition anglaise du mot frontage
Dans son livre Reconquérir les rues : exemples à travers le monde et pistes d'actions publié en 2012, Nicolas Soulier propose d'utiliser ce mot, plutôt que tous ses possibles synonymes. Ils ont le défaut d'être tous des types spécifiques de frontage : avant-cour, jardin de devant, courée, cour anglaise, usoir...
Le terme de frontage est selon lui le seul terme réellement propre à la définition de la partie avant d'une construction située entre la façade et le trottoir de la rue.
On retrouve d'autres termes qui pourraient être considérés comme de vrais synonymes, par exemple façade de terrain utilisé au Canada.

### Définition de l'urbaniste Nicolas Soulier

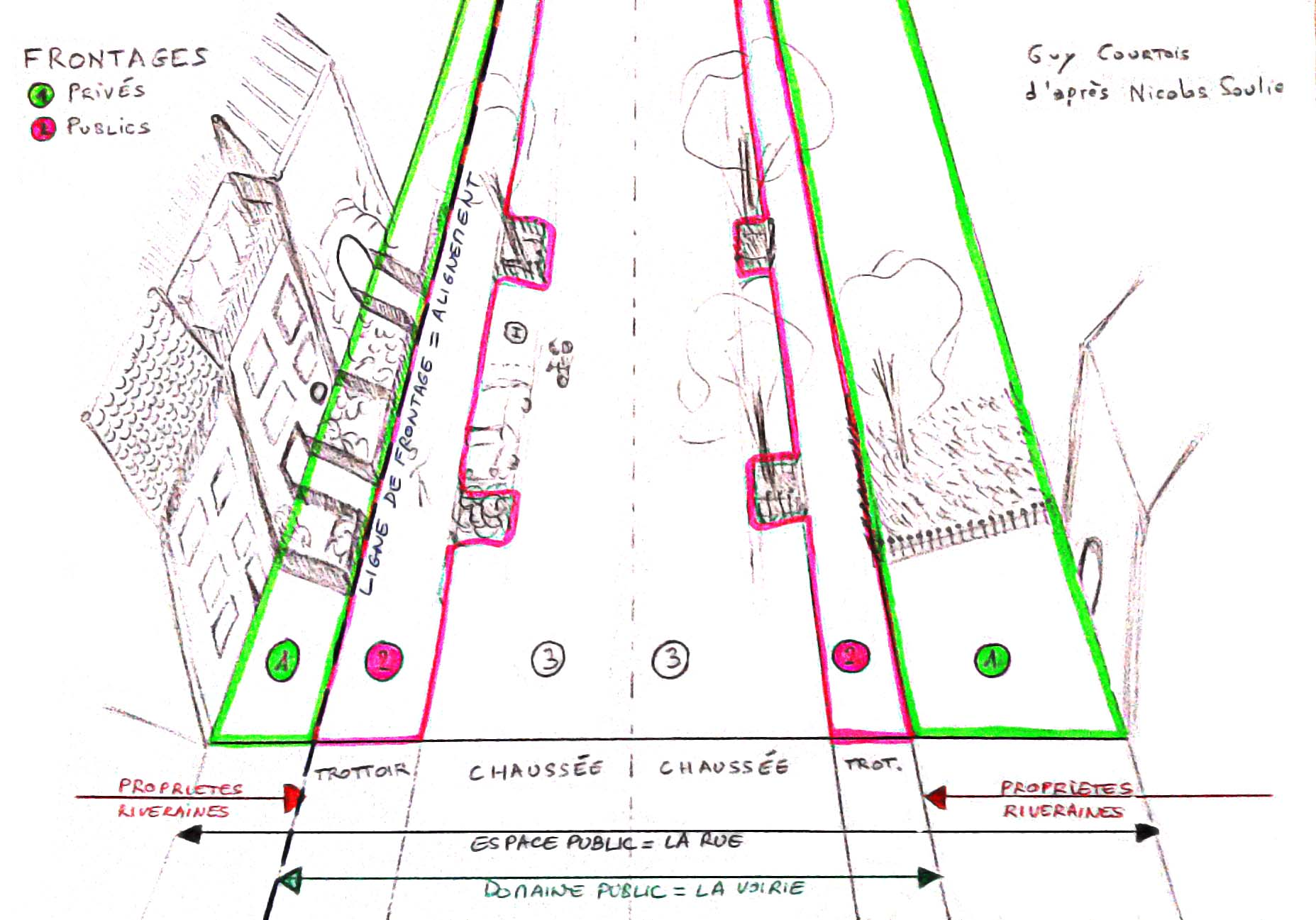
Frontages et chaussée

Nicolas Soulier définit ainsi un frontage : 

« Un frontage est formé des éléments suivants : 
- Frontage privé :

un frontage privé  est formé par :
– le terrain privé situé entre la limite de propriété et la façade du bâtiment en retrait tournée vers la rue ;
– les éléments de cette façade jusqu’à la hauteur du 2e étage ;
– les entrées orientées vers la rue ;
– une combinaison d’éléments architecturaux tels que clôtures, perrons, vérandas et galeries d’entrée…
Ces éléments ont une influence sur les conduites sociales dans l’espace public.
- Frontage public :

un frontage public est la surface du domaine public de voirie comprise entre le caniveau de la chaussée et la limite du trottoir côté riverains. Il comprend le trottoir, les arbres de rue, les lampadaires, les mobiliers urbains, et éventuellement des bandes de terrain plantées.
Le frontage public est cette partie cruciale de la rue, où les piétons circulent et accèdent aux propriétés et aux bâtiments riverains ; ils constituent un des principaux éléments de l’espace public ; c’est là que les gens se mêlent les uns aux autres, conversent, jouent, mangent… C’est une composante importante non seulement du système de déplacement, mais aussi du tissu social.
- Ligne de frontage :

la ligne de frontage est la limite d’une propriété privée qui la sépare du domaine public de voirie (nous l’appelons en France « l’alignement »). »

— Nicolas Soulier, Extrait du livre Reconquérir les rues, 2012

## Typologie des frontages
Le SmartCode (en) définit 8 types de frontages catégorisés de a à h. Ils sont en anglais : 
- a) Common Yard,
- b) Porch & Fence,
- c) Terrace or Lightwell,
- d) Forecourt,
- e) Stoop,
- f) Shopfront,
- g) Gallery,
- h) Arcade.

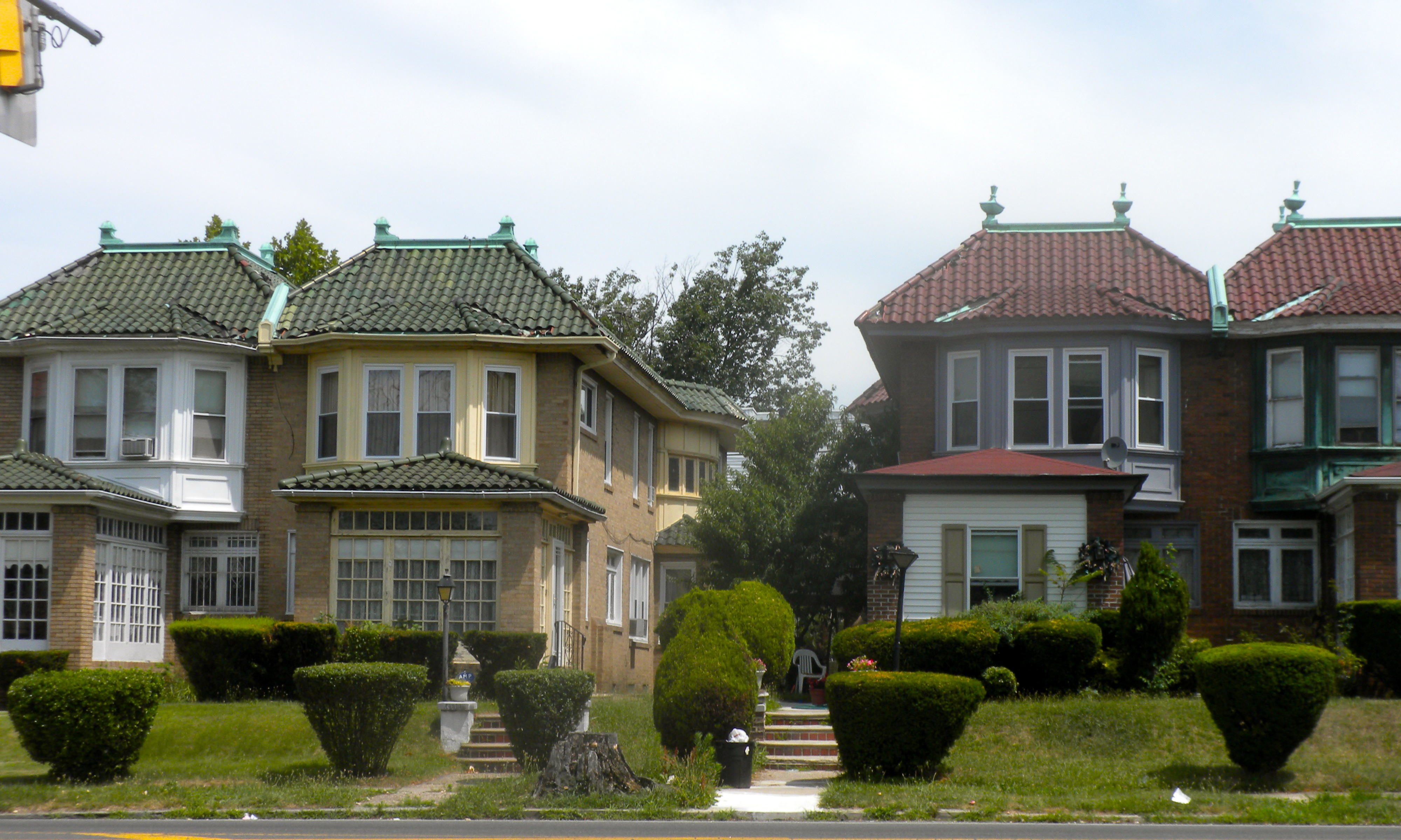
Type a : Common Yard ; Philadelphie, Pennsylvanie, États-Unis
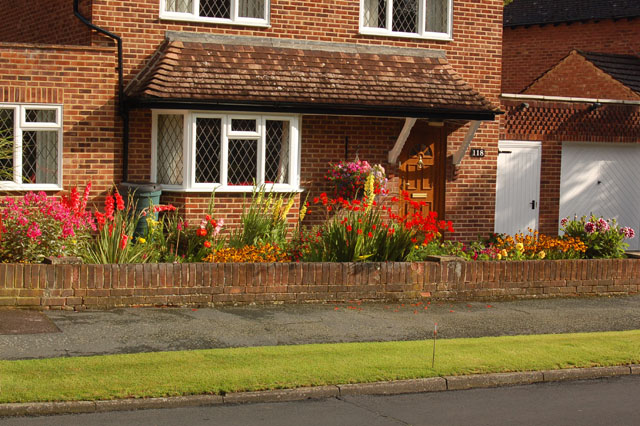
Type b : Porch & fence ; Pyrford, Royaume-Uni
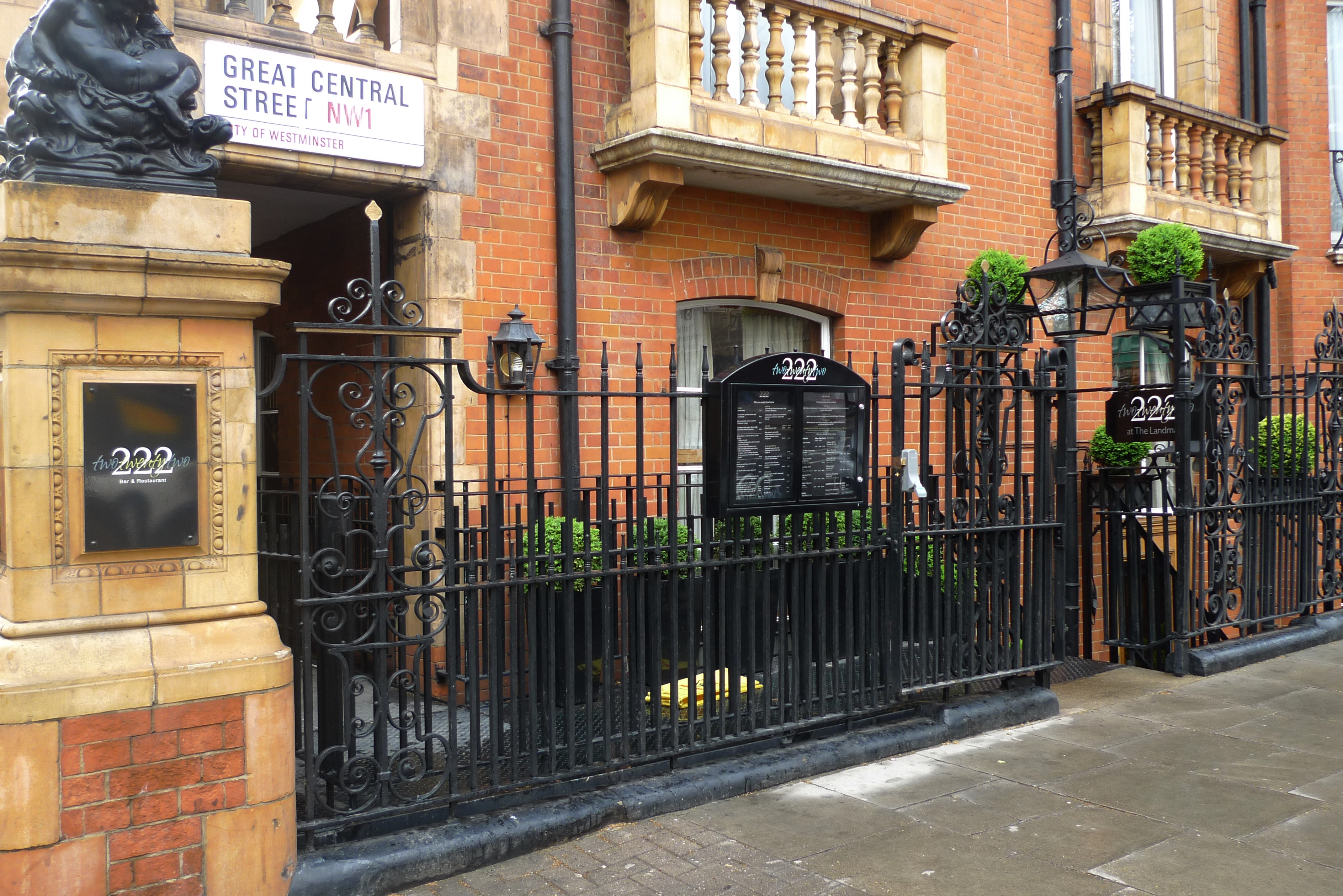
Type c : Terrace or lightwell ; City of Westminster, Royaume-Uni
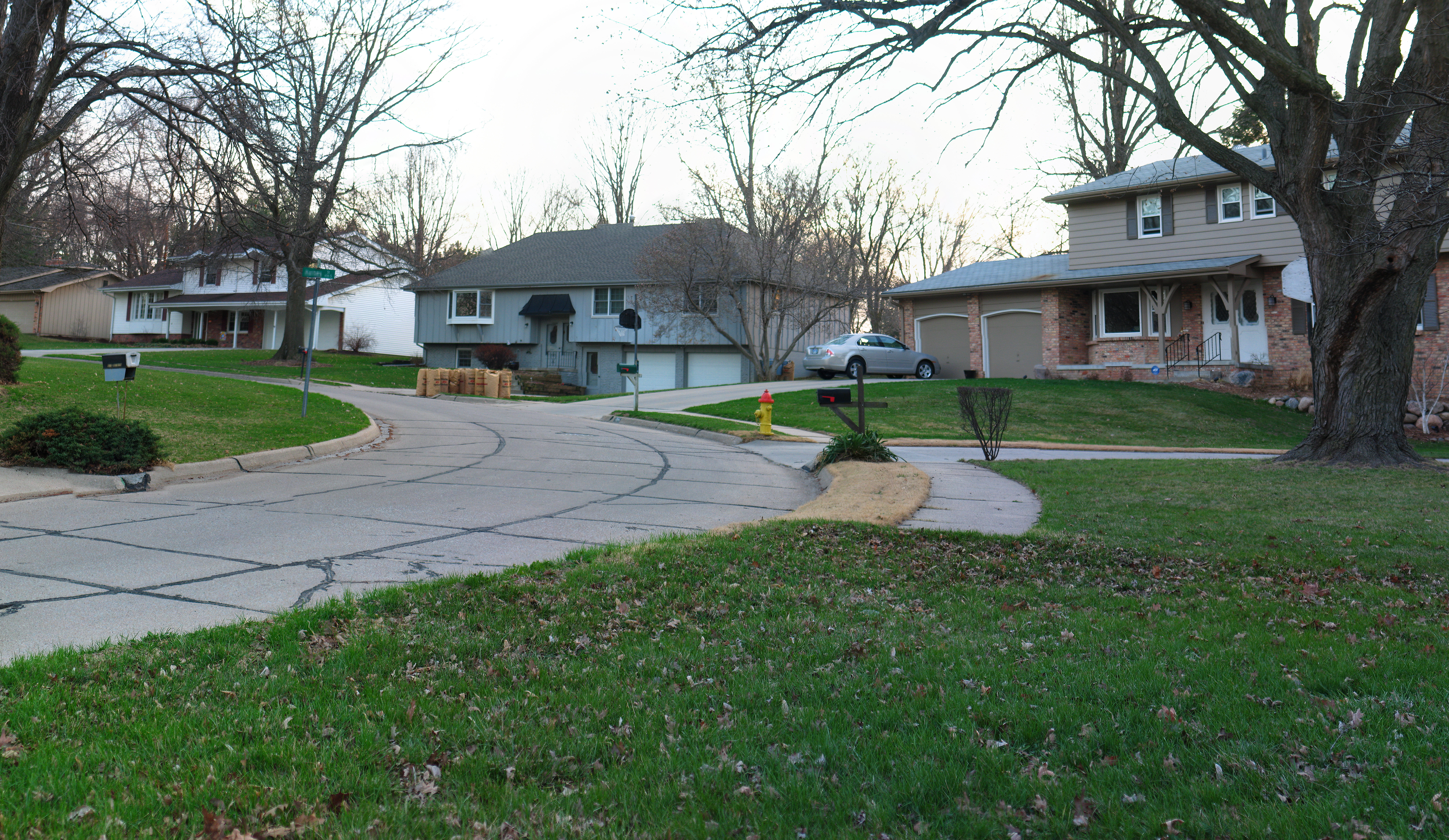
Type d : Forecourt ; Omaha, Nebraska, États-Unis
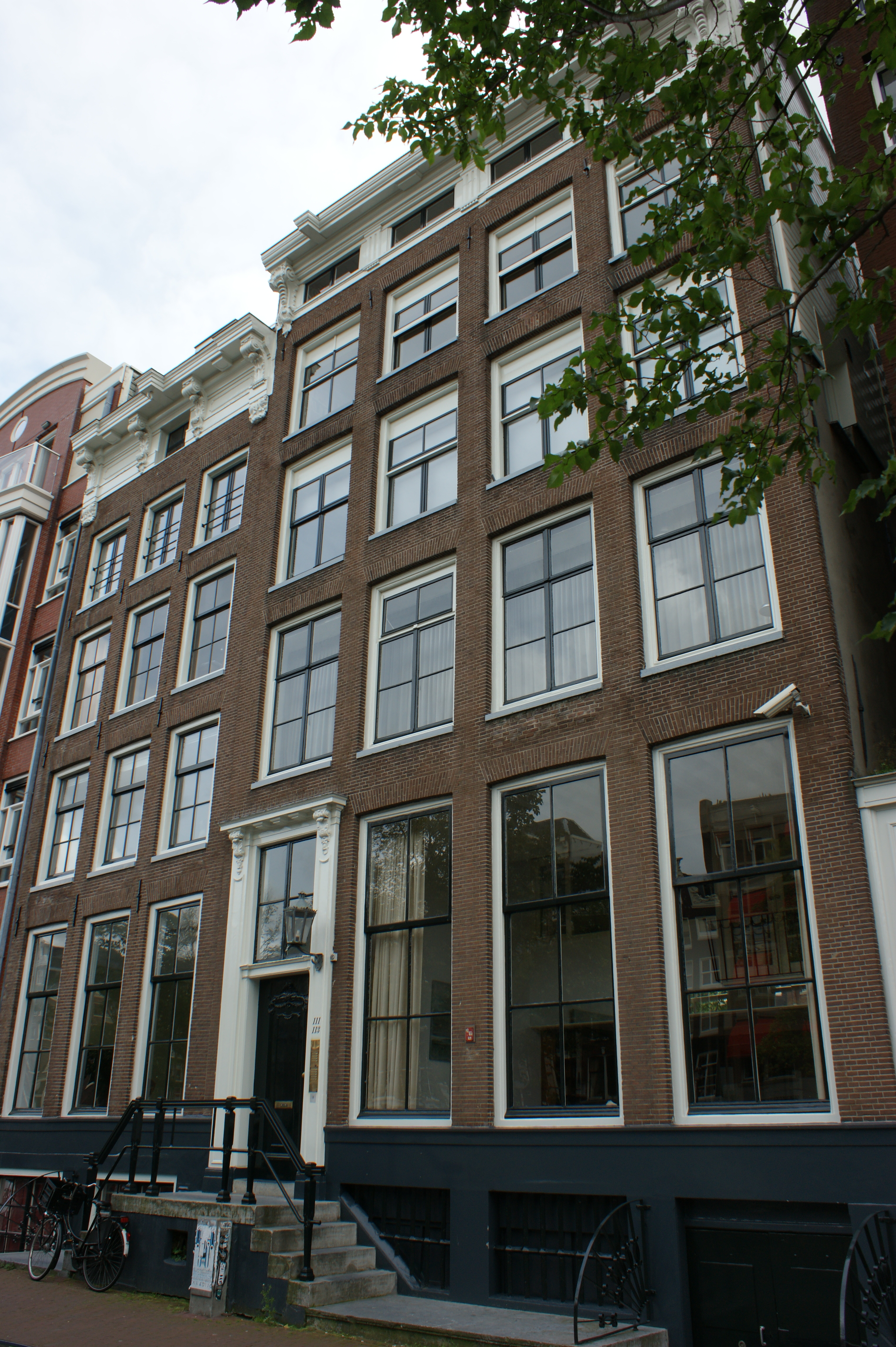
Type e : Stoop ; Amsterdam, Pays-Bas
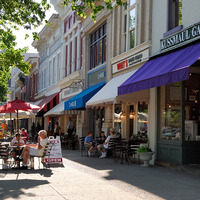
Type f : Shopfront ; Granville, Ohio, États-Unis
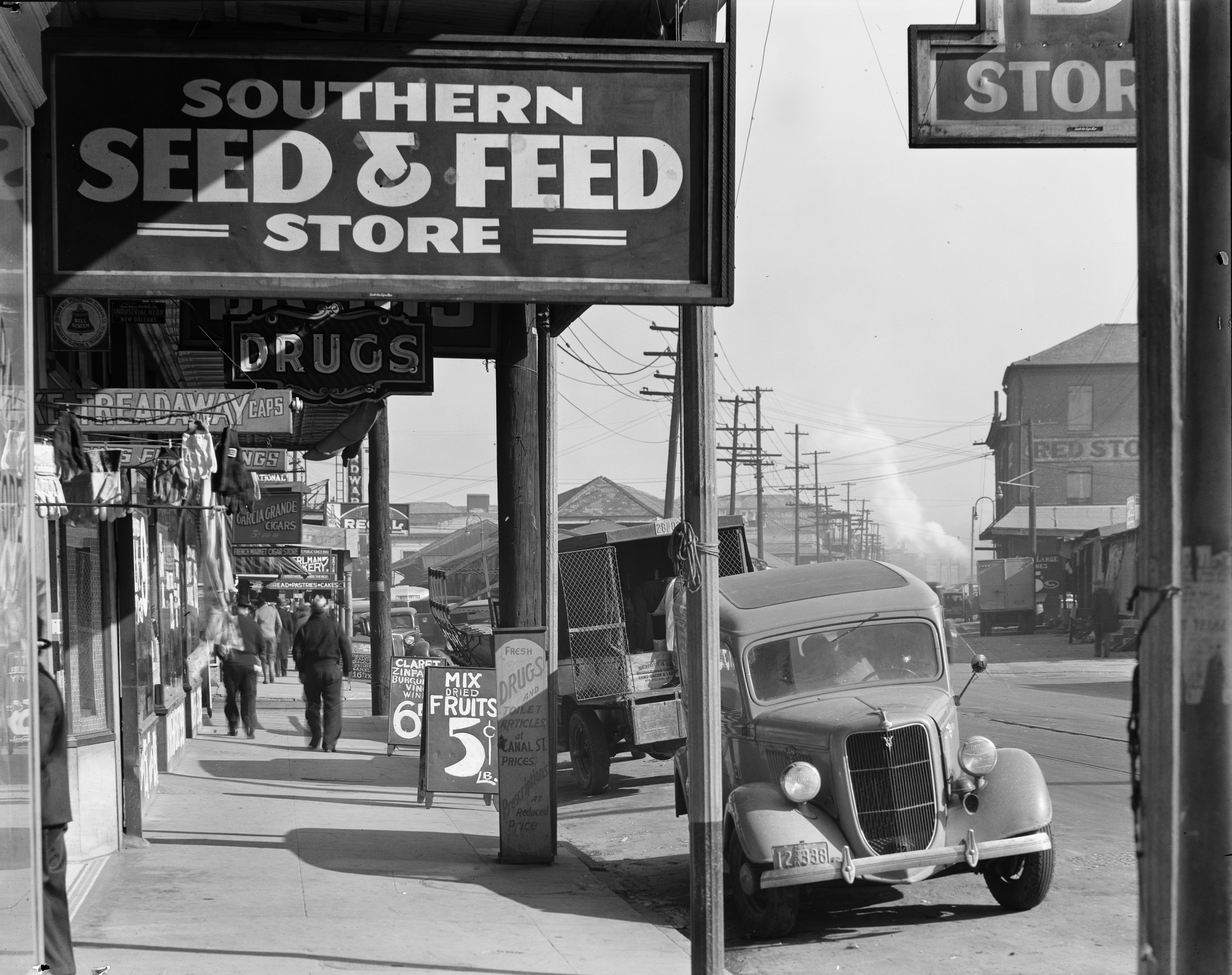
Type g : Gallery ; La Nouvelle-Orléans, Louisiane, États-Unis
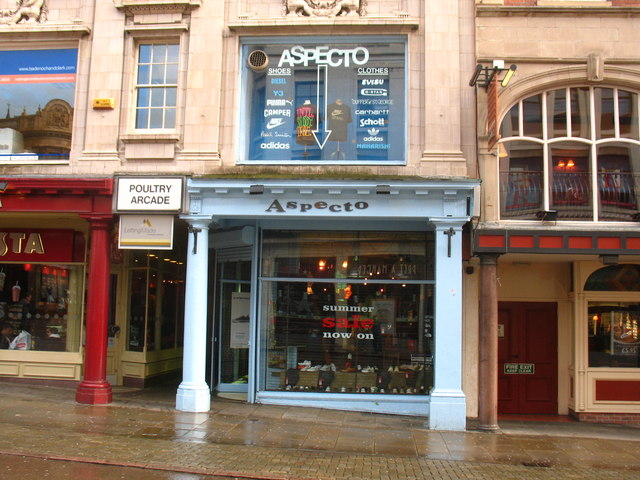
Type h : Arcade ; Nottingham, Royaume-Uni

Cette typologie n'est sans doute pas exhaustive et il est possible de trouver d'autres types de frontages.

## Intérêts

### Intérêt des frontages

Rønne sur l'île de Bornholm, Danemark.

Les frontages sont très importants car ils participent grandement à la qualité de vie des habitants d'une ville. Ils permettent entre autres de : 
- rendre la ville plus agréables pour tous, notamment par la diversité esthétique qu'ils apportent,
- rendre les rues marchables, c'est-à-dire plus agréables à parcourir à pied plutôt qu'en voiture,
- permettre aux propriétaires ou locataires d'habitations qui n'auraient pas de jardins privatifs à l'arrière de pouvoir s'occuper d'un petit espace de jardin, lorsque le frontage n'est pas totalement urbanisé,
- sécuriser dans certains cas l'accès aux habitations, notamment dans le cas de grands ensembles HLM,
- favoriser la vie sociale tant entre les habitants d'un même immeuble, que d'une même rue, voire entre les habitants et les simples passants,
- favoriser lorsque la ville s'engage dans cette démarche à un dialogue entre les services de la ville et ses habitants.

### Importance de la notion de frontage
Nicolas Soulier souligne que la notion de frontage, permet de qualifier les différentes politiques urbaines à l’œuvre dans certaines villes. Soit dans le sens d'un rééquilibrage au bénéfice des riverains, avec les exemples hollandais, canadiens, américains ou japonais. Soit dans le sens d'une stérilisation, par la mise en place de parking, de poubelle, d'espaces tampon.
La ville de Leipzig est une municipalité soucieuse de la protection de ses frontages, par une rénovation urbaine prudente depuis 1999.
Le travail sur les frontages permet aussi d'en tenir compte lors de la création de nouveaux projets urbains, par exemple dans le nouveau quartier de Prospect New Town de la ville de Longmont dans le Colorado aux États-Unis. 

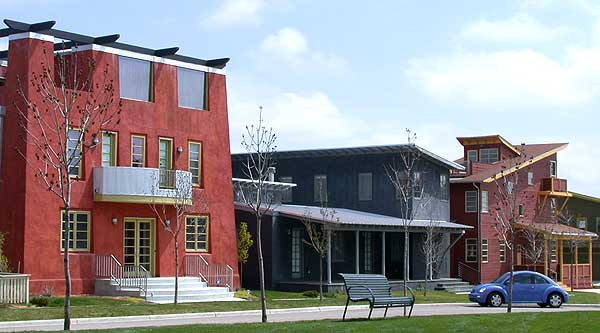
Type a de frontages du smartcode : Common Yard
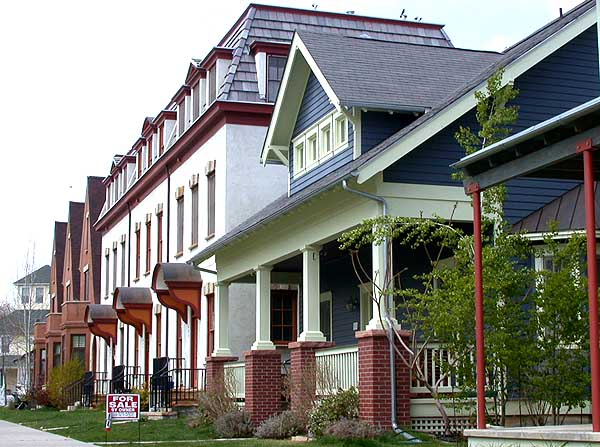
Type b de frontages du smartcode : Porch & fence
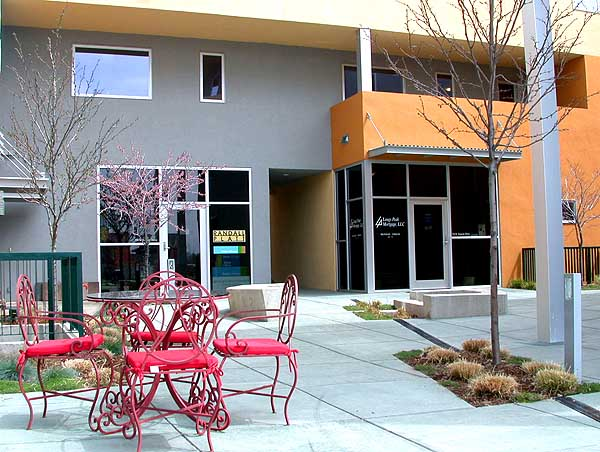
Type d de frontages du smartcode : Forecourt
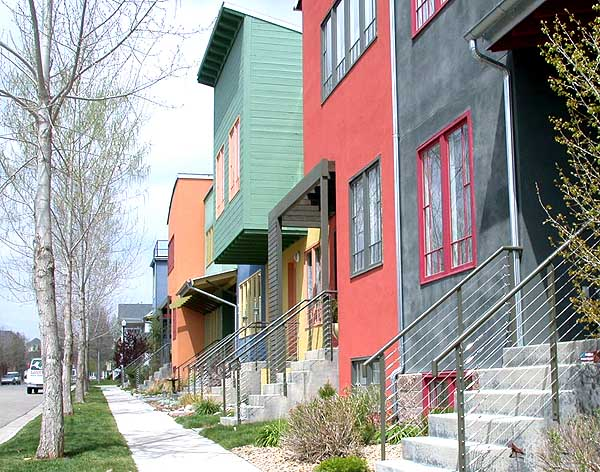
Type e de frontages du smartcode : Stoop
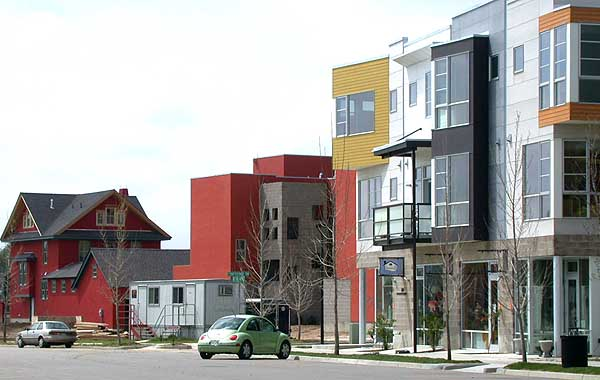
Mixe de plusieurs types de frontages du smartcode

## Dynamiques et exemples de frontages
On peut schématiquement caractériser plusieurs dynamiques de frontages. 
- les frontages vivants ou en cours de réactivation,
- les frontages stérilisés ou en cours de stérilisation.

### Frontages vivants ou en cours de réactivation
Un frontage est vivant lorsque les habitants s'en occupent, le font vivre, quel que soit ce mode de le faire vivre, tant qu'il participe à la diversité et qualité esthétique de l'espace public. 
- Plantations d'arbres, d'arbustes, de plantes, de fleurs, de plantes grimpantes sur les murs...
- Constructions de petits appentis : en pierre, en bois...
- Installation de pots de fleurs, d'objets de décorations...
- Installation de mobiliers : bancs...

Un frontage est en cours de réactivation, lorsque l'on le réactive, on le refait vivre en partant d'un état stérile, tel que défini par la suite. 

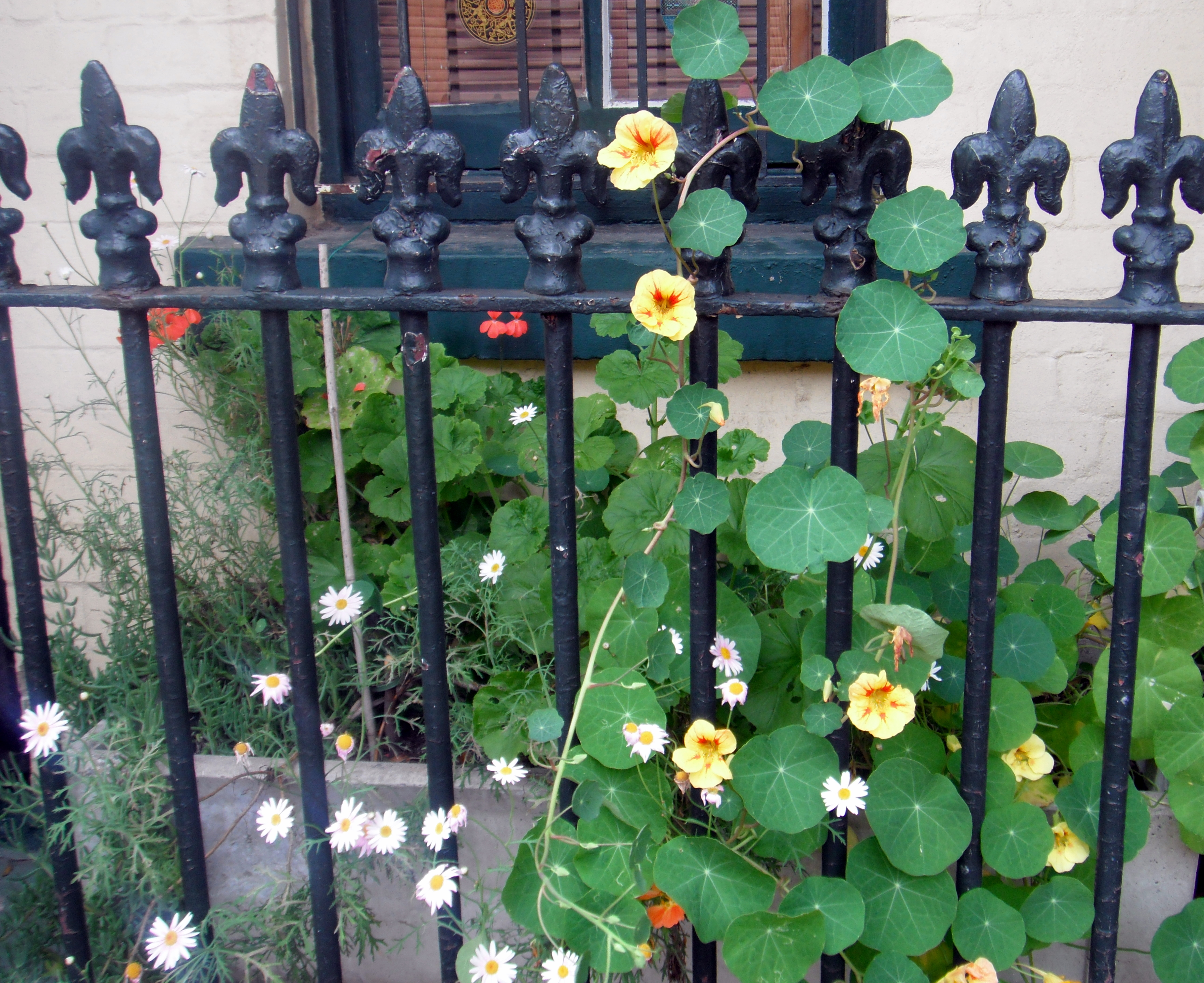
Paddington à Sydney, Australie
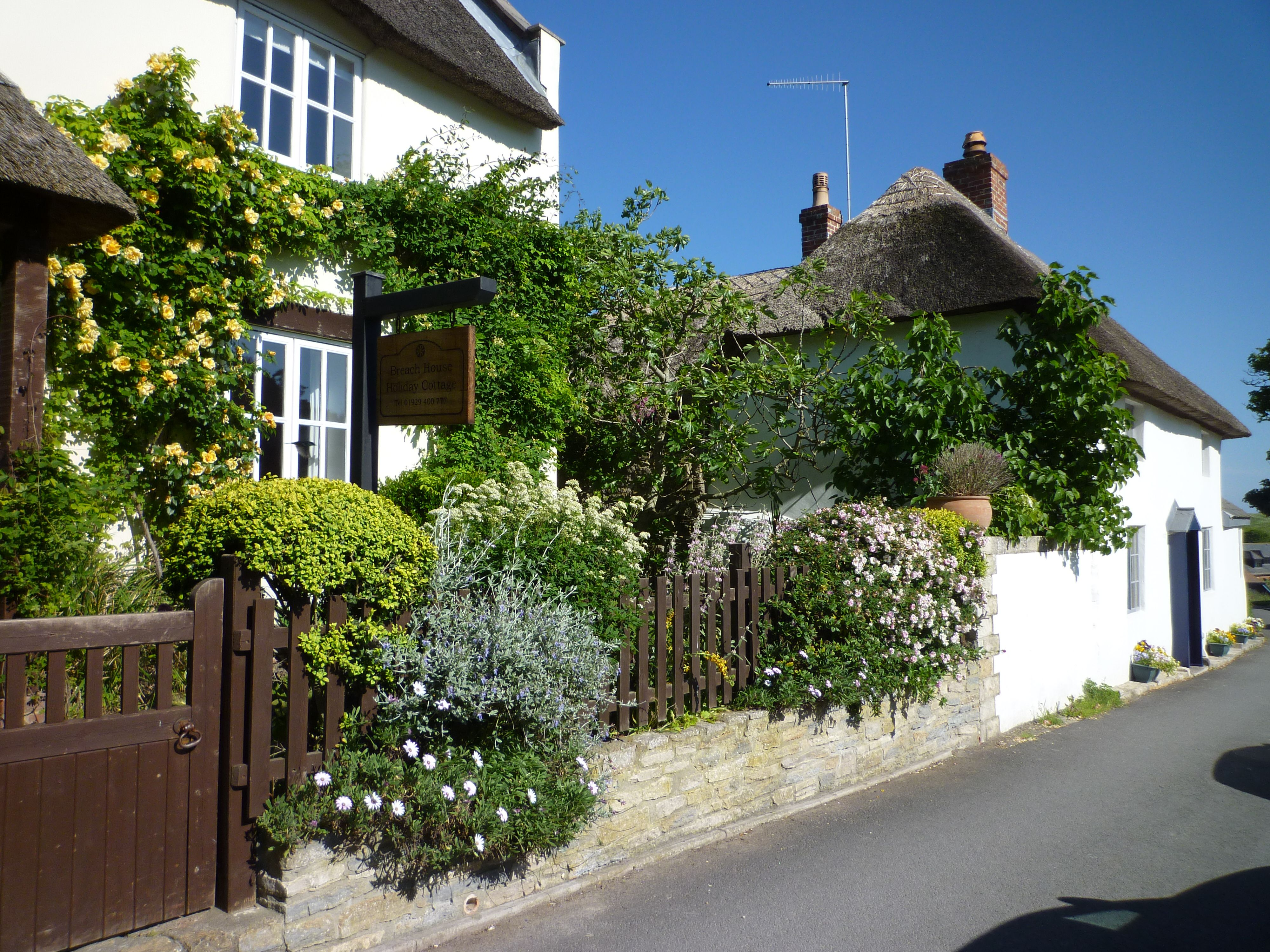
East Lulworth, Dorset, Royaume-Uni
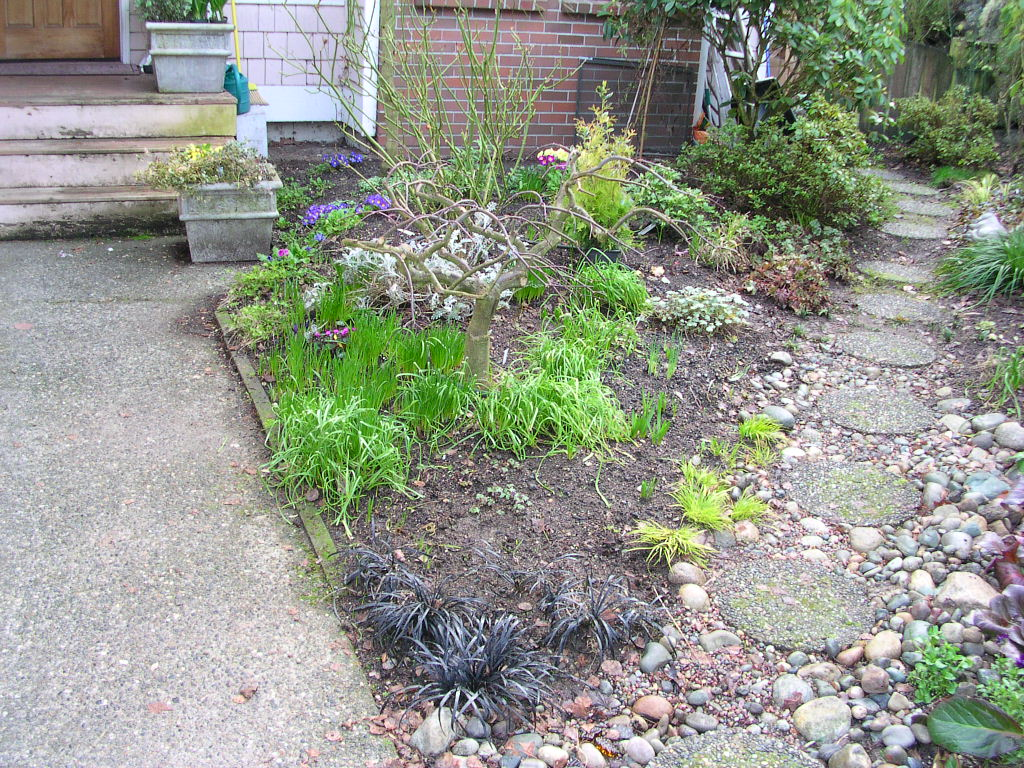
Proche de Seattle, États-Unis
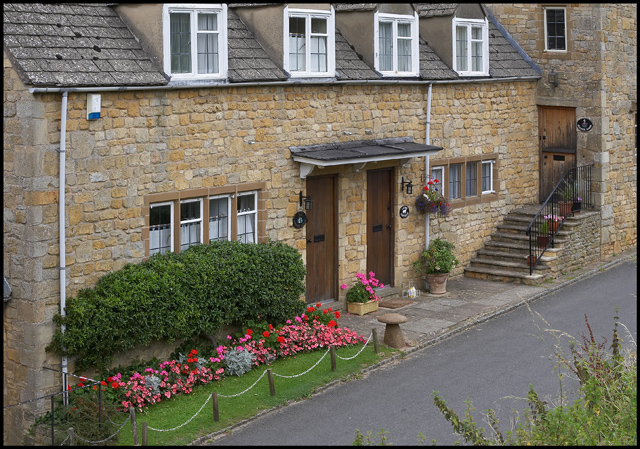
Gloucestershire, Royaume-Uni
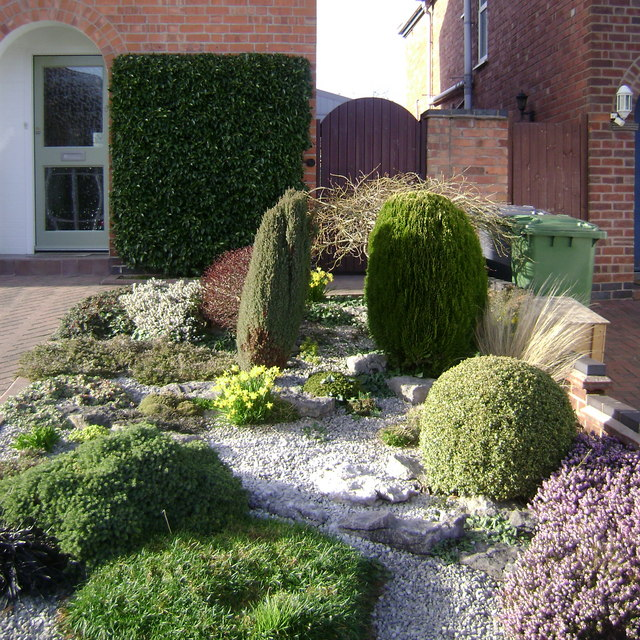
Warwick, Royaume-Uni
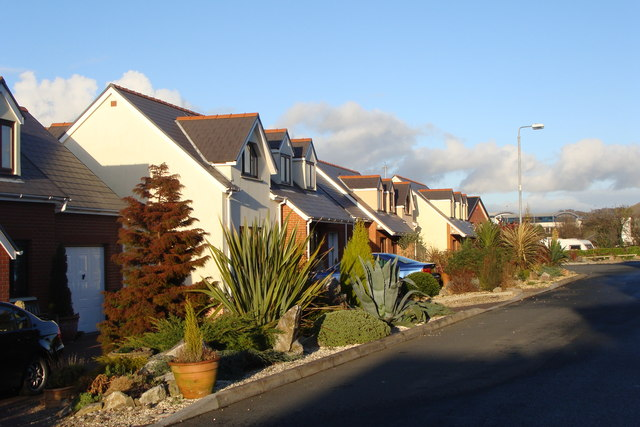
Pembroke Dock, Pembrokeshire, Royaume-Uni
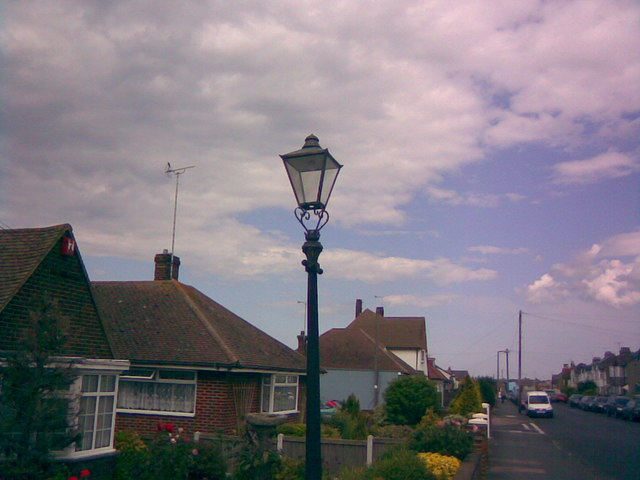
Birchington, Kent, Royaume-Uni
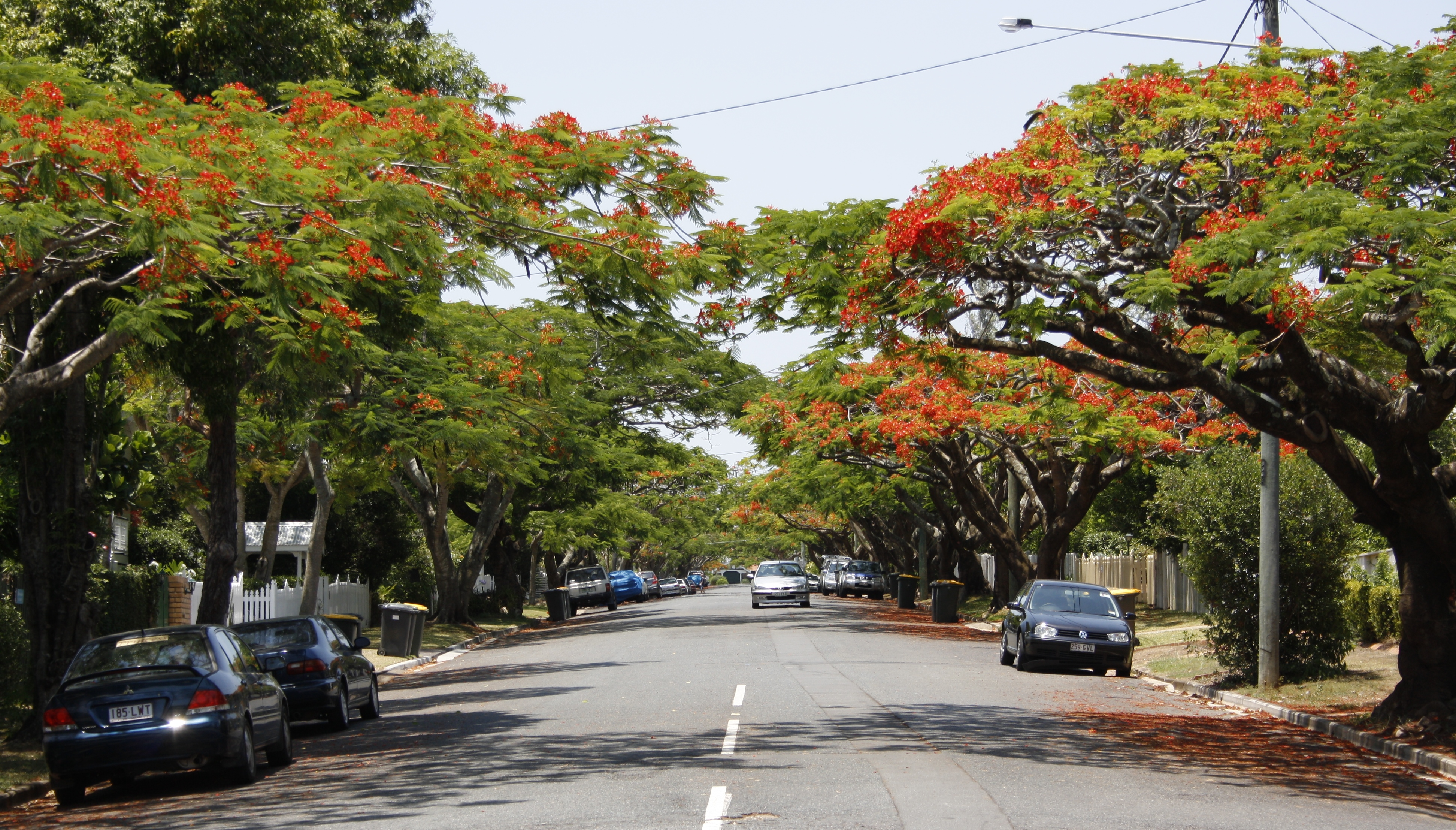
Ascot, Brisbane, Australie
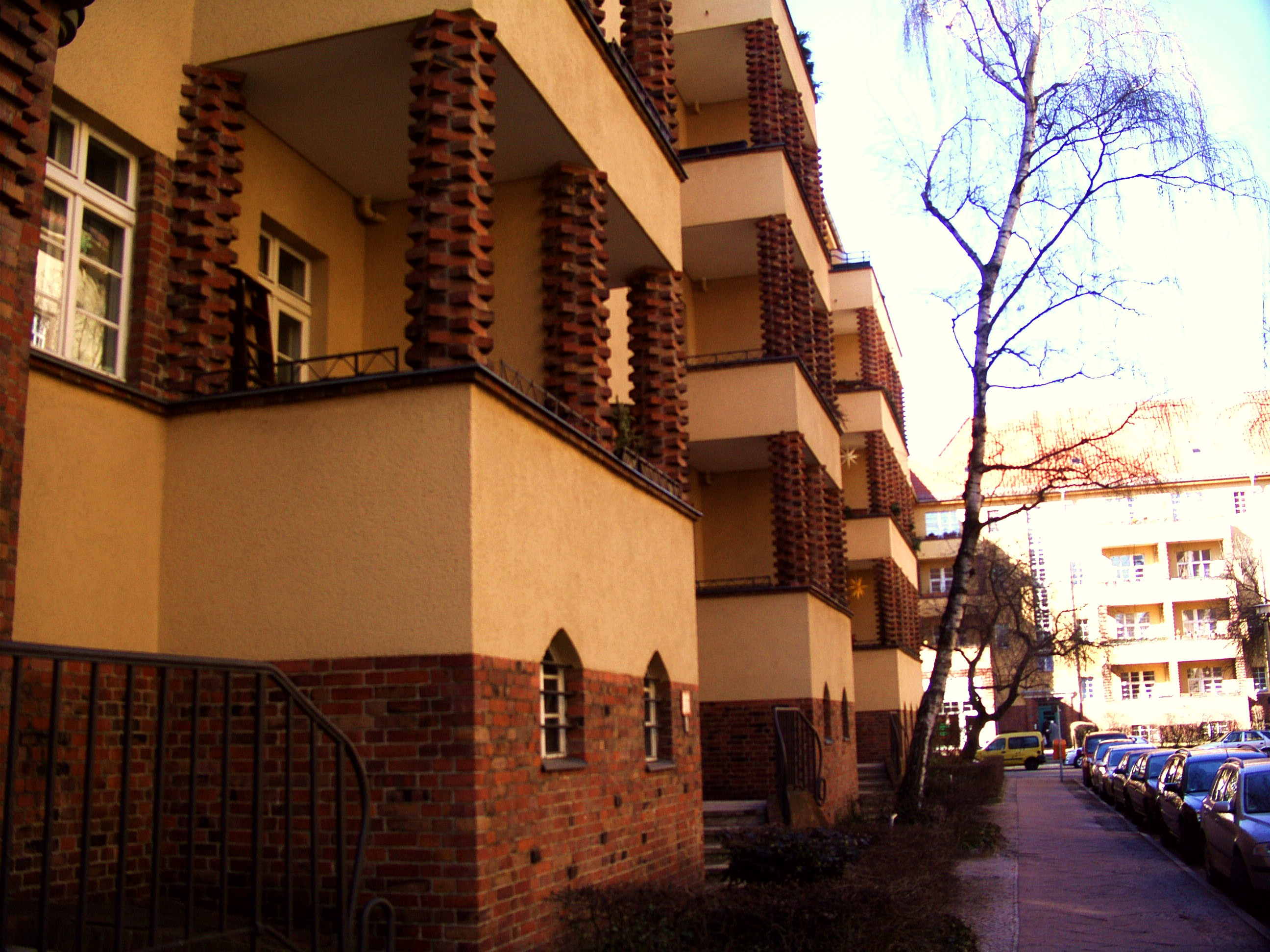
Berlin, Allemagne
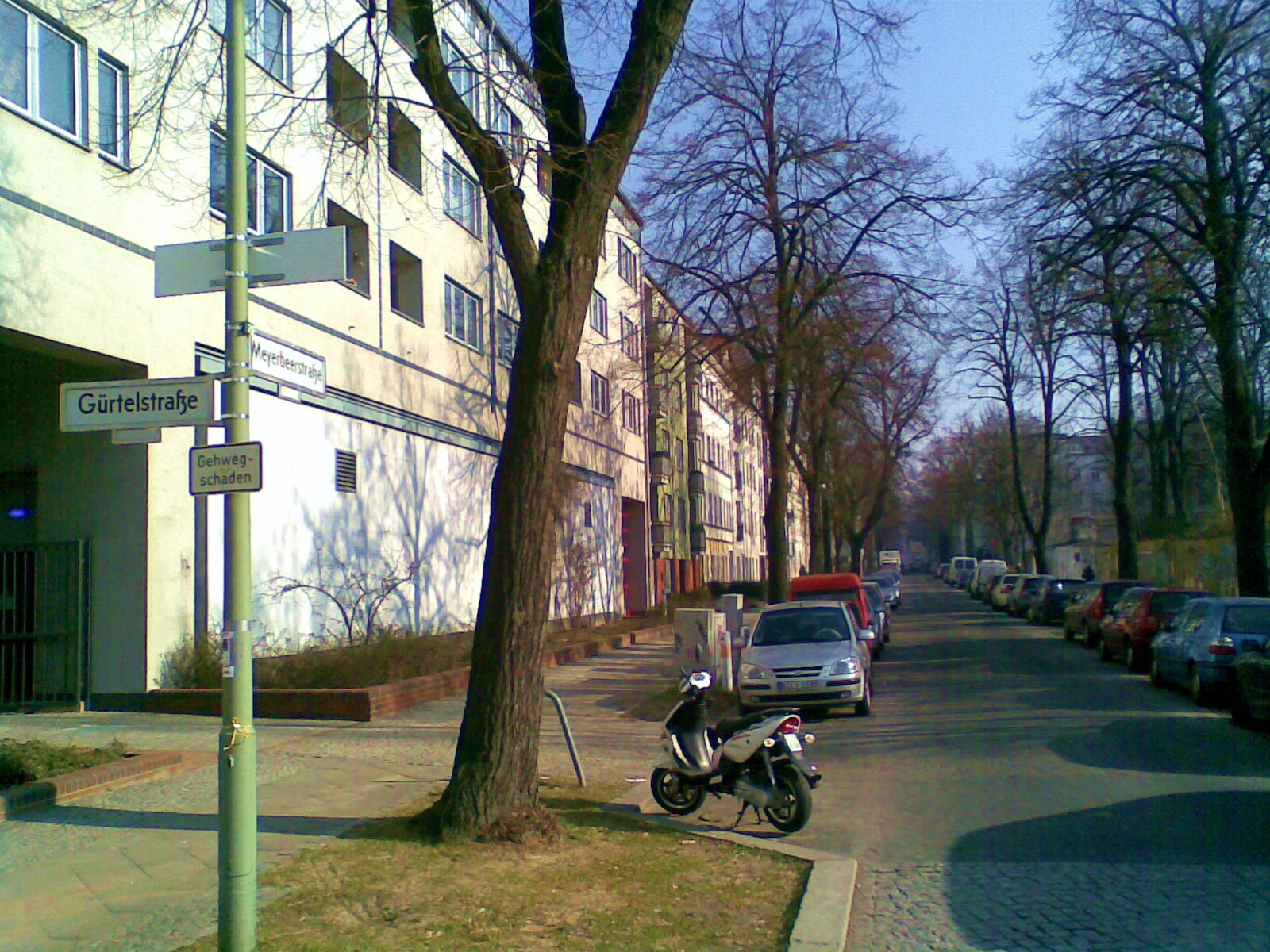
Berlin, Allemagne
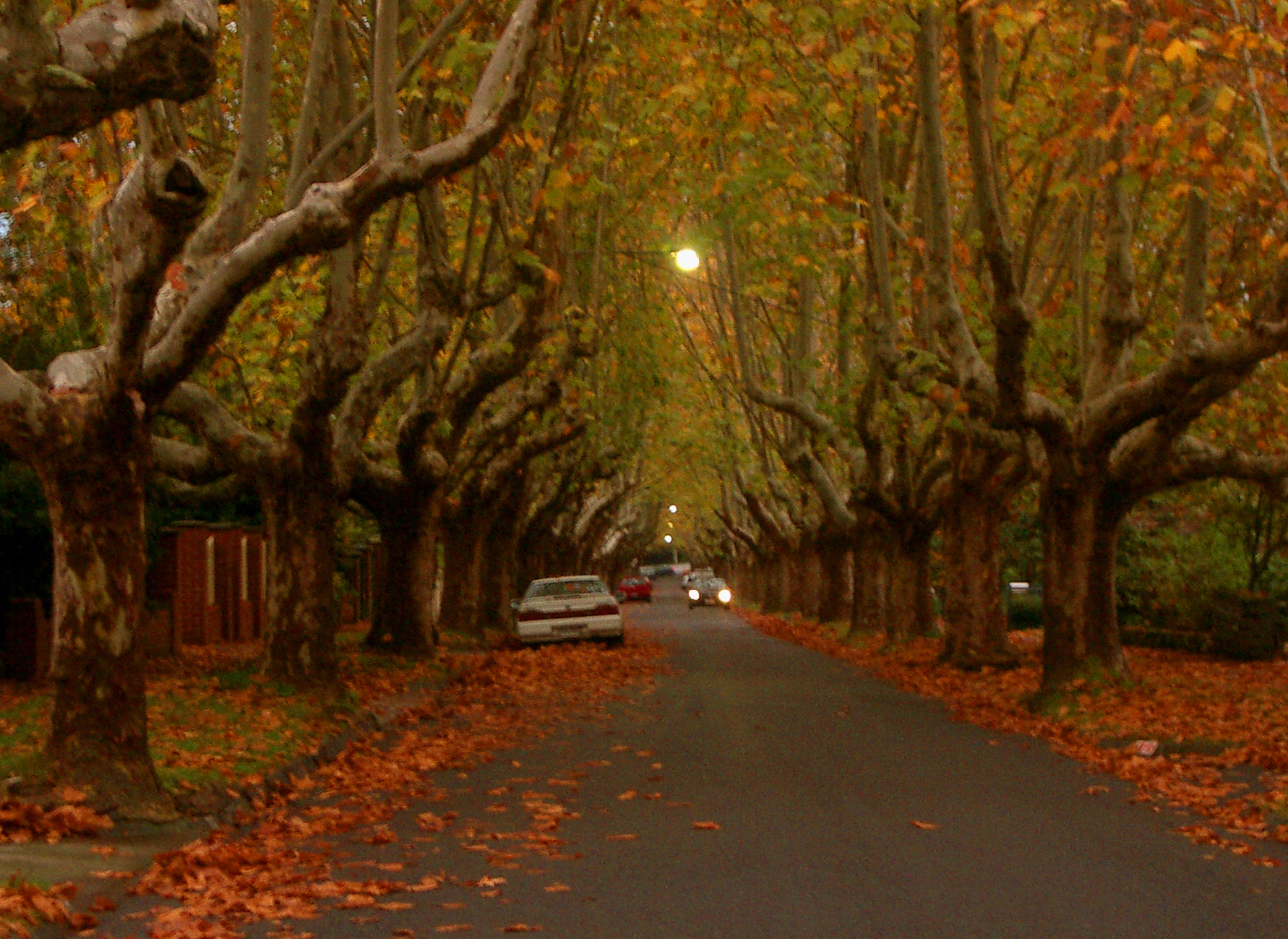
Canterbury, banlieue de Melbourne, Australie
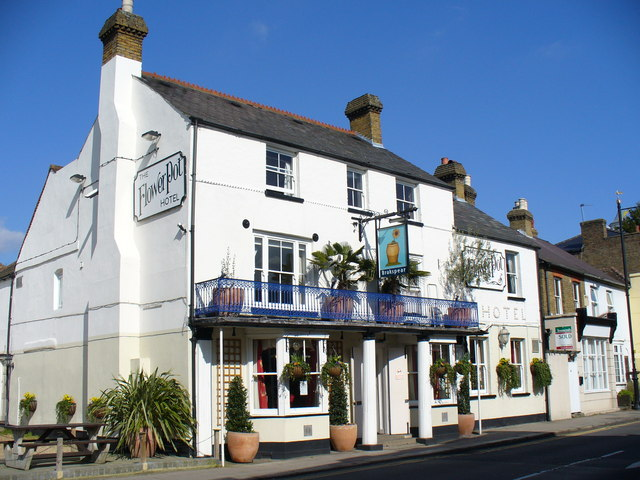
Shepperton, Sunbury-on-Thames, Surrey, Royaume-Uni
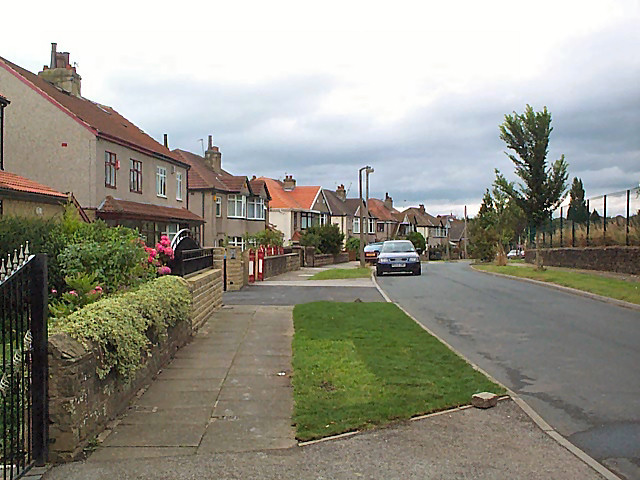
Bradford, West Yorkshire, Royaume-Uni
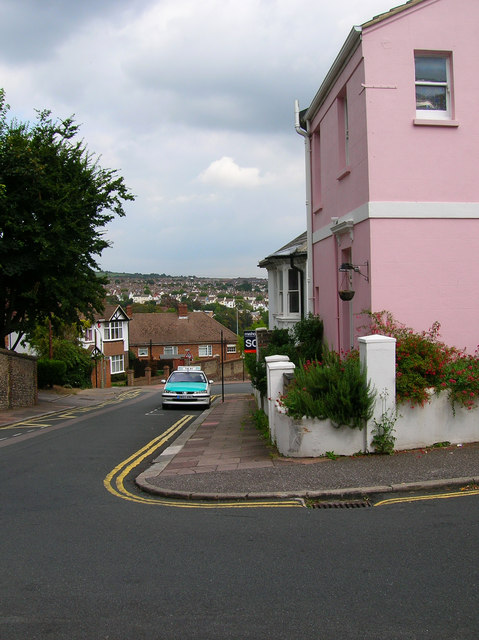
Brighton, Brighton et Hove, Royaume-Uni
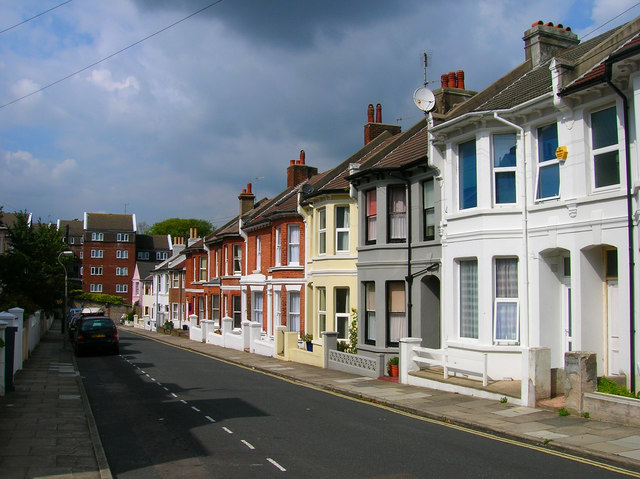
Brighton, Brighton et Hove, Royaume-Uni
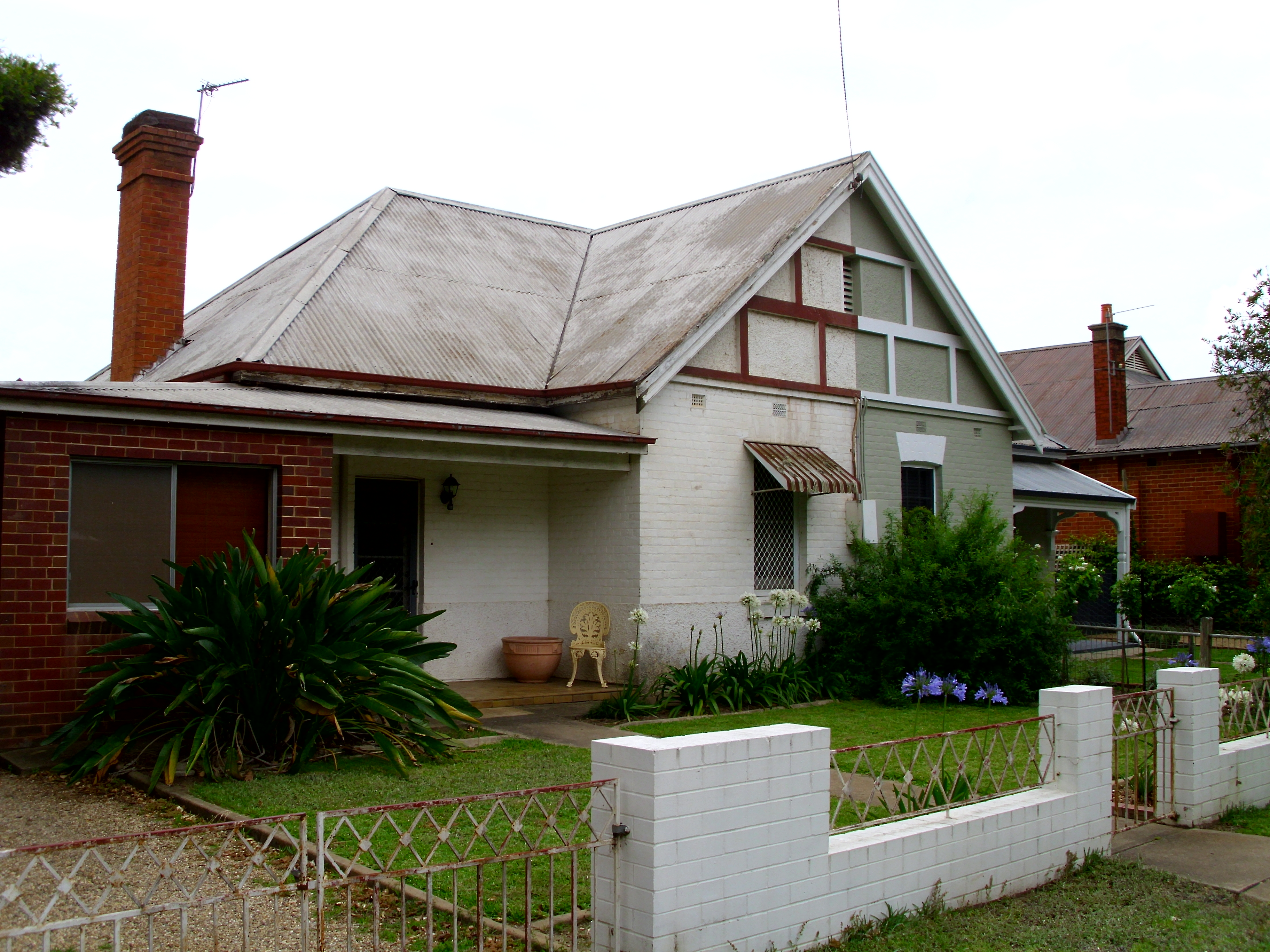
Wagga Wagga, Australie
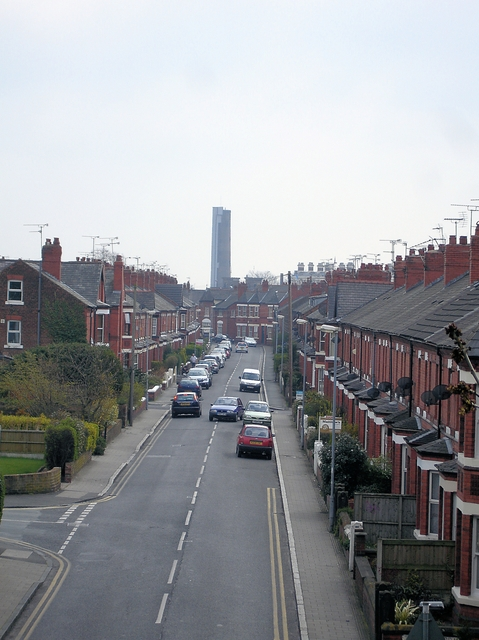
Chester, Cheshire West and Chester, Royaume-Uni
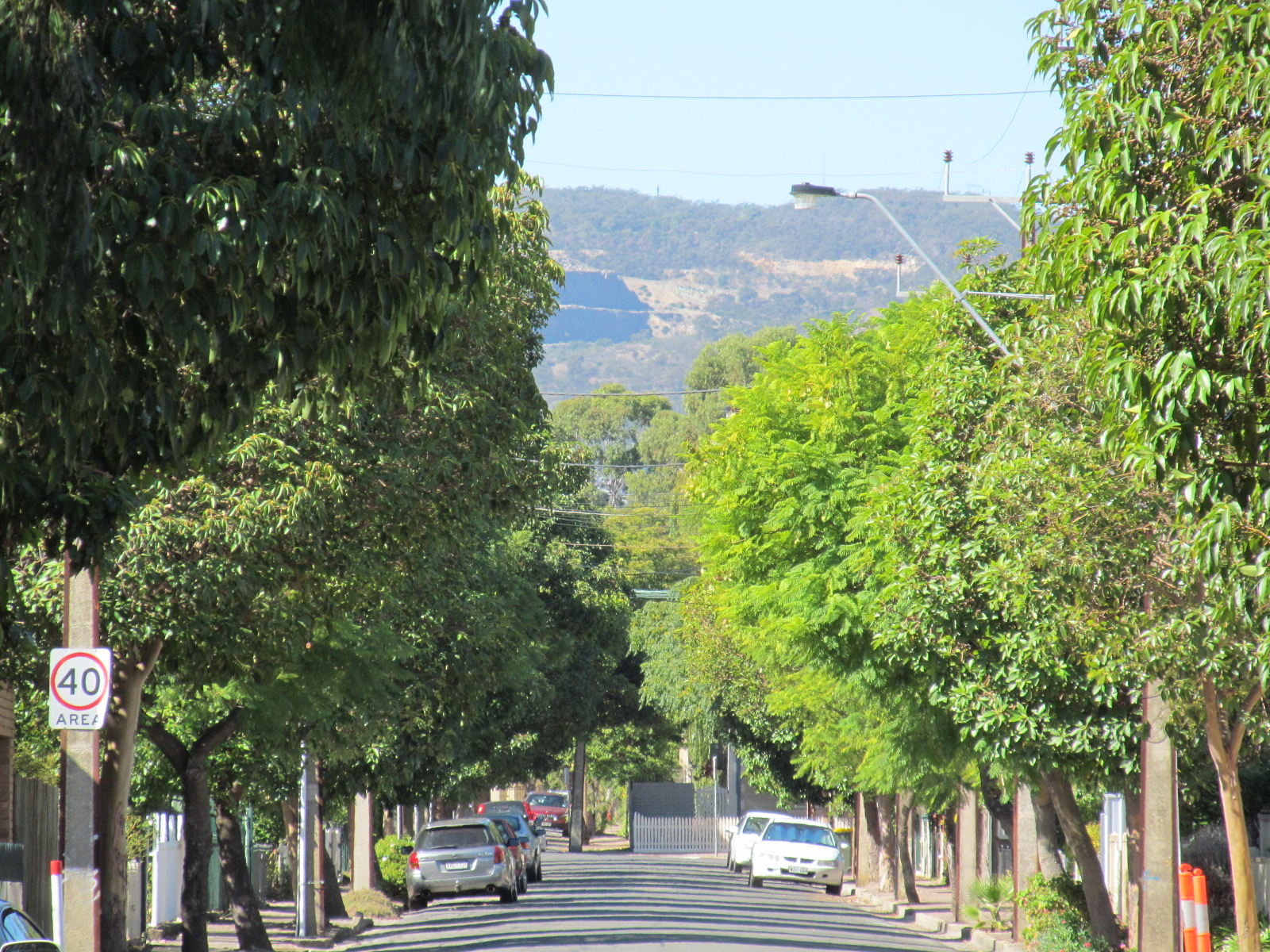
Banlieue de Parkside, Adélaïde, Australie

### Frontages en cours de stérilisation ou stérilisés
Un frontage peut devenir stérile si les habitants ne s'en occupent pas, le délaissent, voire le détruisent afin de poursuivre souvent leur intérêt personnel, plutôt que de penser à valoriser pour tous cet espace situé entre leur façade et la rue, qu'il soit du domaine privé ou du domaine public. 
Nicolas Soulier montre qu'il existe plusieurs types de stérilisation des frontages ; stérilisation par : 
- parking,
- dale de ciment ou d'autres matières (enrobé...)
- grande pelouse sans entrée frontale,
- obstruction par des rangées de tuyas,
- obstruction par des palissades pleines,

Les raisons qui expliquent la stérilisation des frontages sont nombreuses : 
- Volonté des propriétaires qui louent de ne pas avoir à gérer les éventuels difficultés liées à l'existence de frontages (qui de l'entretien par les habitants d'un HLM par exemple...)
- Peur des accidents possibles pour les passants et donc des risques juridiques qui pourraient s'ensuivre : vase qui tombe, branche qui tombe sur un passant,
- Besoin de place de parking privatives, souvent dans le cas d'habitations n'ayant pas de parking privatif au sein de la construction même,
- Peur qu'un frontage coûte de l'argent en termes d'entretien,
- Manque de temps pour s'occuper du frontage,
- Manque d'éducation à l'importance des frontages sur notre qualité de vie,
- Parfois, la faible compréhension de l'importance des frontages par les urbanistes et architectes modernes qui les relèguent souvent au rang de vestiges de l'architecture ancienne, hormis les urbanistes et architectes du nouvel urbanisme,

On le voit les raisons sont très nombreuses, et les conséquences sont immédiates sur la dégradation de la qualité de vie des villes où ils ne sont pas pris en compte. 

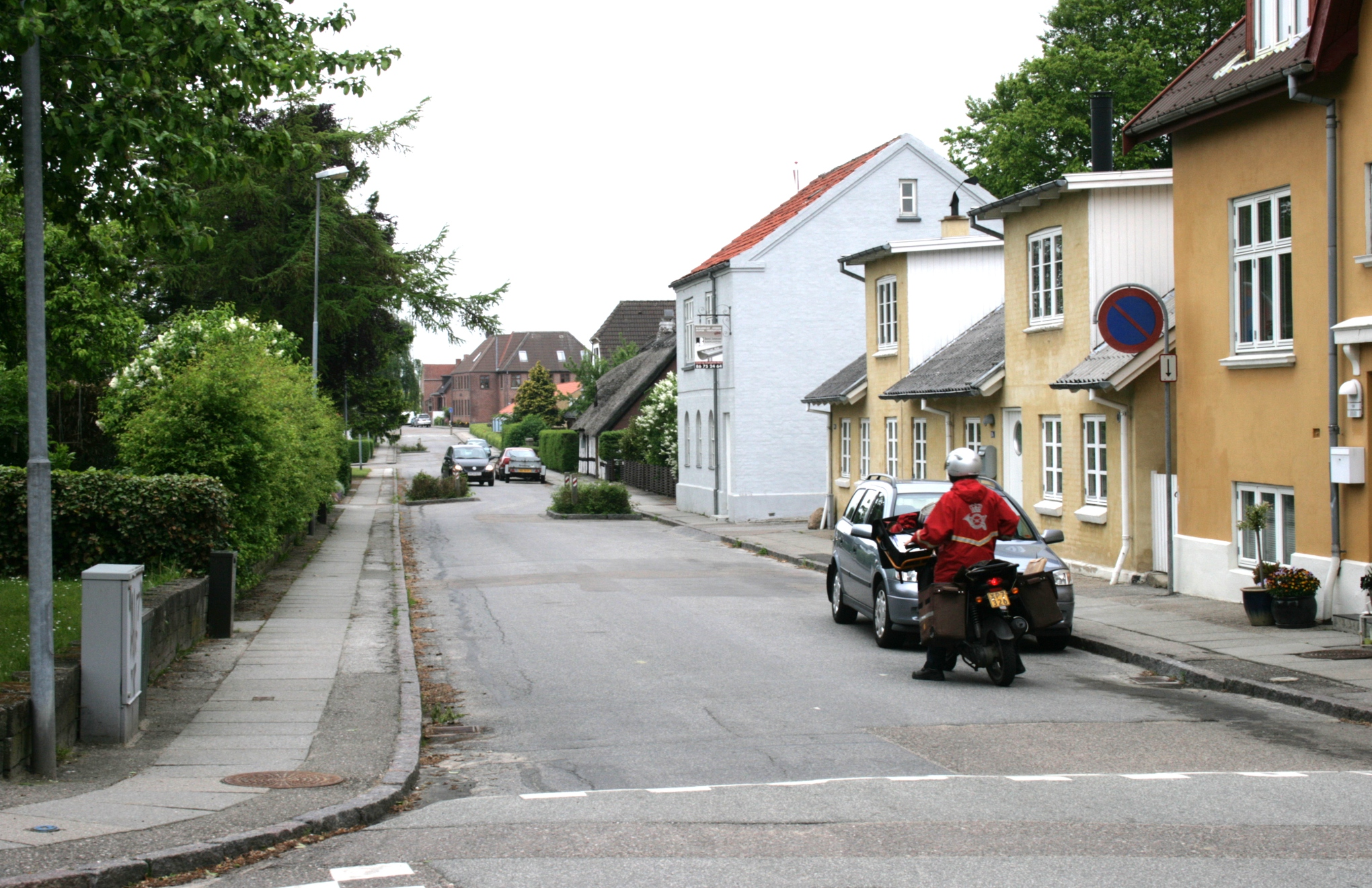
Tout début de stérilisation devant à droite par un dallage ciment ; Gammel Aaby, banlieue d'Aarhus, Danemark
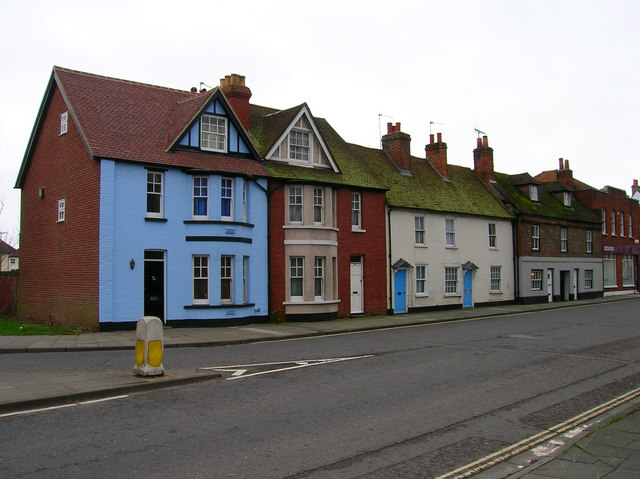
Frontage stérilisé par une dalle de ciment ; Chichester, West Sussex, Royaume-Uni
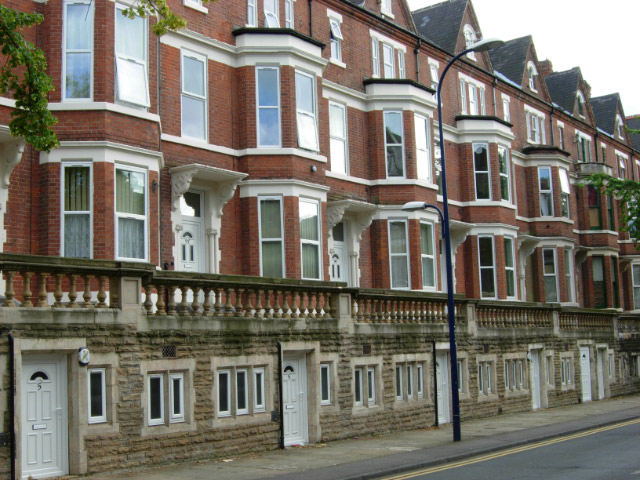
Frontage stérilisé par une dalle de ciment ; Nottingham, Royaume-Uni
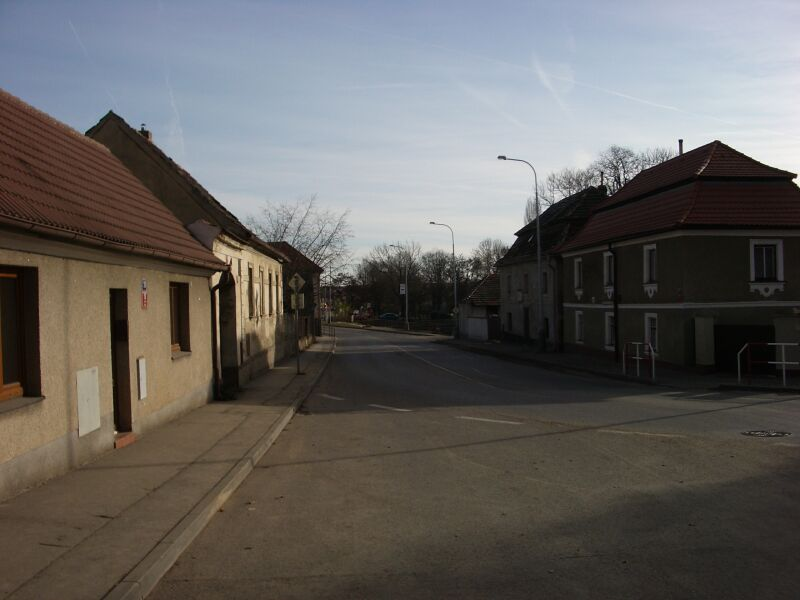
Frontage stérilisé par une dalle de ciment ; Jinonice, Karlštejnská, od zámku
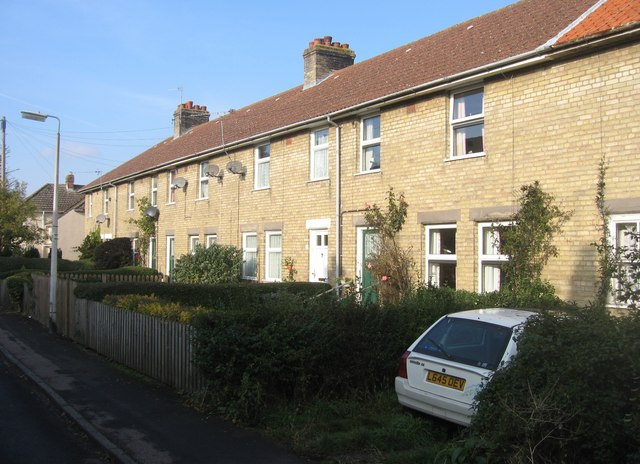
Tout début de stérilisation par les parkings ; Cambridge, Royaume-Uni
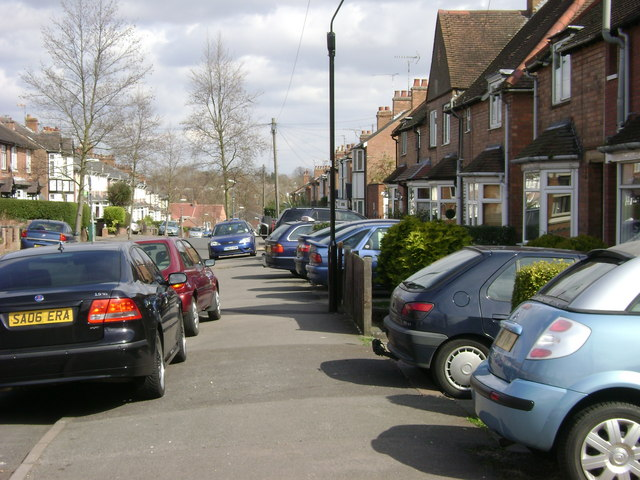
Frontage stérilisé par les parkings ; Warwick, Royaume-Uni
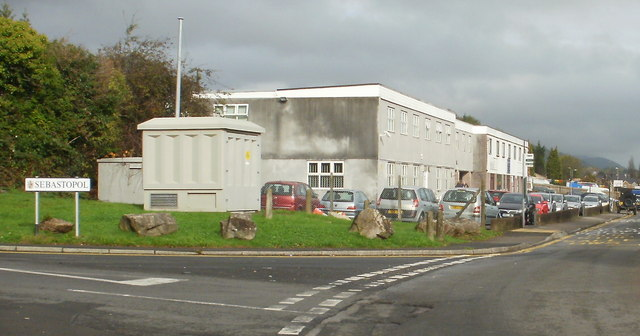
Frontage stérilisé par les parkings ; Sebastopol, Torfaen, Royaume-Uni
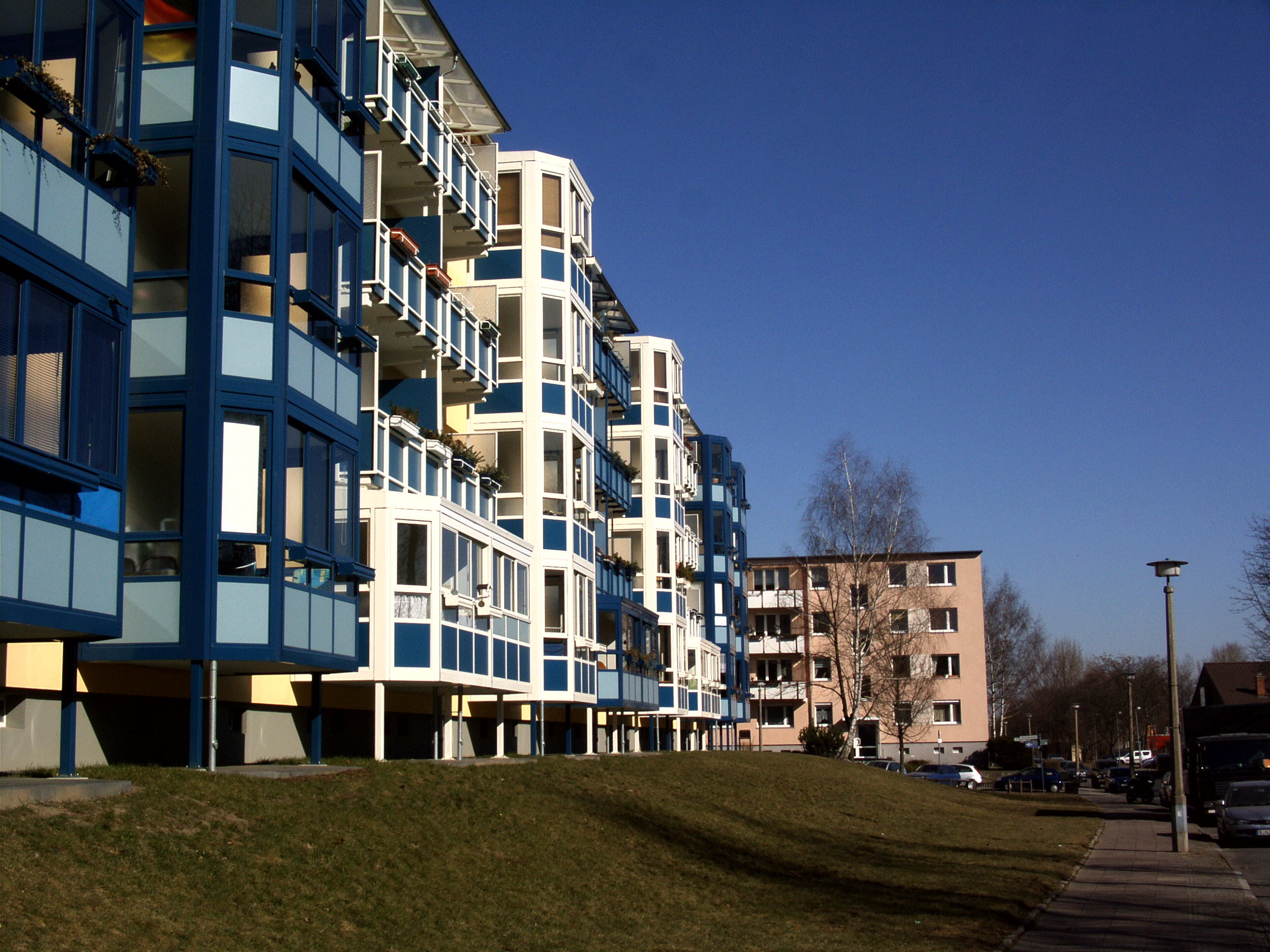
Frontage stérilisé par une pelouse ; Berlin, Allemagne
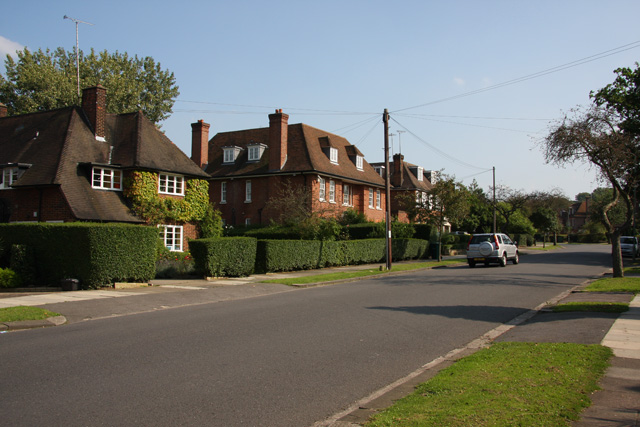
Début de stérilisation d'un frontage par des haies de tuyas ; district londonien de Barnet, Royaume-Uni

## Voir aussi

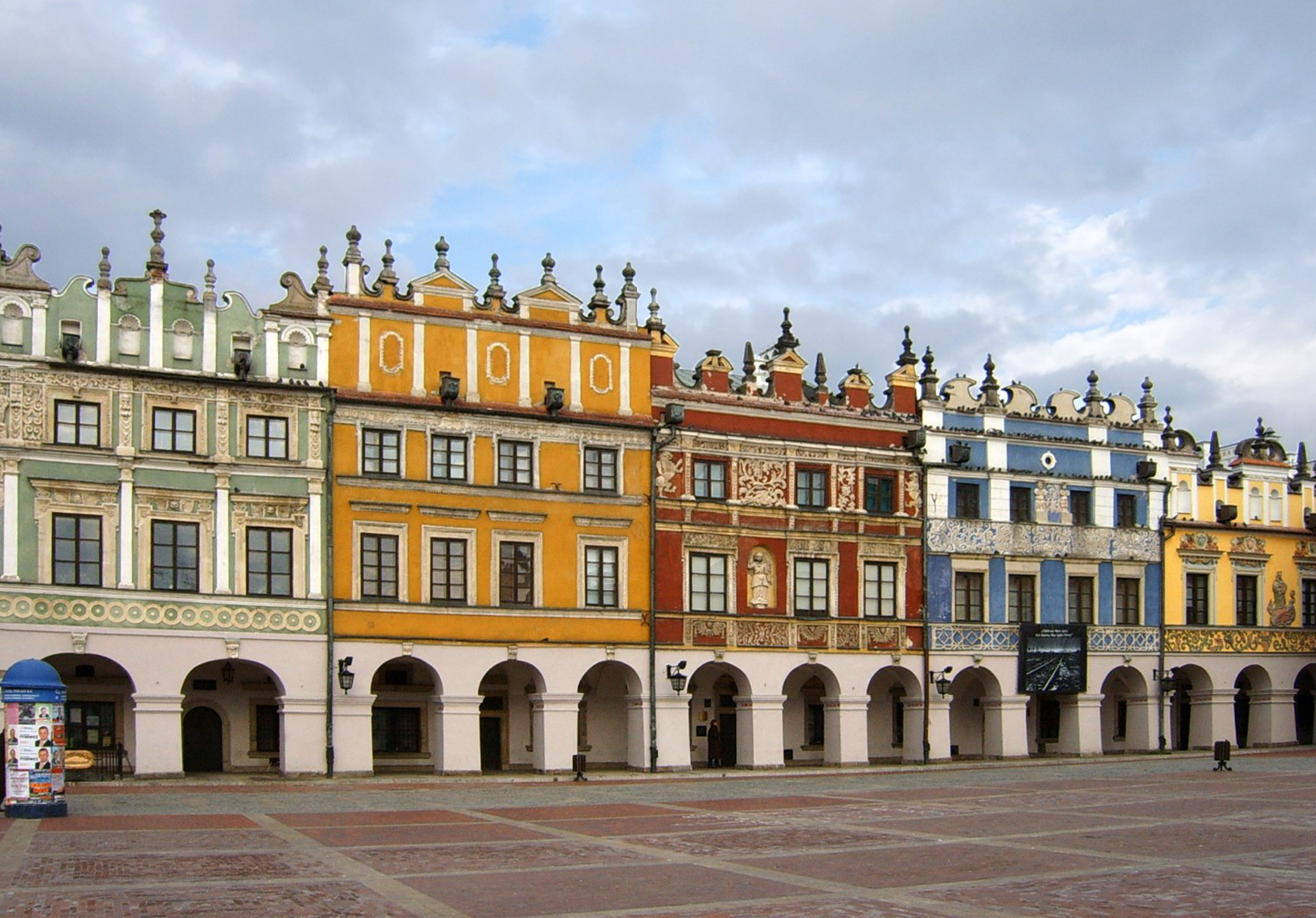
Frontage en arcades, Ormianska, Pologne